# Mittelneufnach
Mittelneufnach je obec v německé spolkové zemi Bavorsko, v zemském okrese Augsburg ve vládním obvodu Švábsko.
V roce 2015 zde žilo 1 094 obyvatel.

## Poloha
Sousední obce jsou: Eppishausen, Markt Wald, Mickhausen, Scherstetten a Walkertshofen.

## Politika

### Starostové
- 1978–2014 Franz Xaver Meitinger
- od roku 2014 Cornelia Thümmel